# Jules Bosmans
Jules Delphine E. (Juul) Bosmans (Mortsel, 23 april 1914 - aldaar, 29 november 2000) was een Belgische atleet, die gespecialiseerd was in het hordelopen. Hij nam eenmaal deel aan de Olympische Spelen en veroverde op twee onderdelen zeven Belgische titels.

## Biografie

### Atletiek
Juul Bosmans was in de jaren dertig de beste Belg op de horden. In 1933 verbeterde hij met een tijd van 15,8 s het Belgisch record op de 110 m horden en met een tijd van 55,1 het record op de 400 m horden. Hij veroverde zeven Belgische titels en drie Britse titels.
Bosmans nam op beide nummer deel aan de Olympische Spelen van 1936 in Berlijn. Op de 110 m horden werd hij uitgeschakeld in de reeksen. Op de 400 m horden miste hij met een vierde plaats in de halve finale in een nieuw Belgisch record van 53,4 s, nipt de finale.
Bosmans was aangesloten bij Beerschot Atletiek Club.

### Collaboratie
Bosmans ging tijdens de Tweede Wereldoorlog snel over tot collaboratie met de Duitse bezetting. Al in december 1940 sloot hij aan bij de  Algemeene-SS Vlaanderen. Hij organiseerde mee SS-sportfeesten en richtte samen met clubgenoot  Jan Verhaert de Vlaamsche Athletiek Bond op. Hij werd door de SS ingezet als Jodenjager en nam volgens getuigen actief deel aan zoektochten naar Joden in Antwerpen. Voor zijn aandeel in de collaboratie werd hij aanvankelijk ter dood veroordeeld, een straf die omgezet werd naar levenslang. In 1951 kwam hij voorwaardelijk vrij en in 1973 werd hij in ere hersteld.

## Kampioenschappen

### Internationale kampioenschappen
| Onderdeel | Titel              | Jaar             |
| --------- | ------------------ | ---------------- |
| 440 yd    | Brits AAA-kampioen | 1937, 1938, 1939 |

### Belgische kampioenschappen
| onderdeel    | jaar                         |
| ------------ | ---------------------------- |
| 110 m horden | 1933, 1936                   |
| 400 m horden | 1935, 1936, 1937, 1938, 1939 |

## Persoonlijke records
| Onderdeel    | Prestatie | Datum           | Plaats    |
| ------------ | --------- | --------------- | --------- |
| 110 m horden | 15,4 s    | 5 juli 1936     | Antwerpen |
| 400 m horden | 53,4 s    | 4 augustus 1936 | Berlijn   |

## Palmares

### 110 m horden
- 1933:  BK AC – 15,8
- 1936:  BK AC – 15,4
- 1936: 5e reeks OS in Berlijn

### 400 m horden
- 1935:  BK AC – 58,9
- 1936:  BK AC – 56,4
- 1936: 4e ½ fin. OS in Berlijn – 53,4 s
- 1937:  BK AC – 56,2
- 1938:  BK AC – 58,3
- 1939:  BK AC – 57,2

### 440 yd horden
- 1937:  Britse AAA kampioenschappen – 55,0
- 1938:  Britse AAA kampioenschappen – 54,1
- 1939:  Britse AAA kampioenschappen – 54,9